# Mazen Hesham
Mazen Hesham, né le 29 mars 1994 au Caire, est un joueur professionnel de squash représentant l'Égypte. Il atteint, en mai 2024, la 5e place mondiale sur le circuit international, son meilleur classement.

## Biographie
Sa plus belle performance est réalisée en 2015 au Qatar Classic où il ne s'incline qu'en demi-finale face à Grégory Gaultier. En octobre 2020, il bat l'ancien champion du monde et tenant du titre Karim Abdel Gawad lors du tournoi platinum Open d'Égypte. Il intègre le top 10 en janvier 2022.

## Palmarès

### Titres
- Open de Malaisie : 2022
- Houston Open : 2015
- Championnats du monde par équipes : 2023

### Finales
- Open du Canada de squash 2024
- SmartCentres Kinetic Florida Open 2024
- Motor City Open : 2023
- The Hong Kong Football Club Open 2022
- Houston Open : 2 finales (2014, 2022)